# Maliabugten
Maliabugten eller den Maliske Golf (græsk: Μαλιακός Κόλπος) er en havbugt i det vestlige Ægæiske Hav . Det er en del af kystlinjen regionale enhed Fthiotis i Grækenland . Golfen strækker 15 til 20 kilometer fra øst til vest og er meget lavvandet, med en dybde på op til 27 meter. Den eneste havn er Stylida, der betjener byen Lamia. Mod øst er Cape Lichada, det nordvestligste punkt på øen Evia.

## Navnet
Golfen er opkaldt efter det antikke folk malierne der boede ved dens bredder.

## Historie
På grund af den konstante aflejring af silt fra floden Spercheios og mindre vandløb er bugten blevet mindre gennem århundrederne. I sommeren 426 f.Kr. ramte en tsunami kløften mellem den nordvestlige spids af Euboea og Lamia. Det gamle Thermopylae-stræde, som på det tidspunkt, hvor Slaget ved Thermopylæ blev udkæmpet, blev afgrænset af bjerget Kallidromo og Maliabugten, er nu blevet en bred kystslette.
Under London-protokollen fra 1830 (en) blev linjen, der forbinder Maliabugten og Aspropotamosfloden, etableret som den nordlige grænse for den nyligt uafhængige græske stat.